# Colmillo Blanco
Colmillo Blanco es una novela del escritor estadounidense Jack London (1876-1916). Inicialmente aparecida por entregas en la revista Outing, fue publicada en 1906. La historia transcurre en el Territorio del Yukón, Canadá, durante la Fiebre del oro de Klondike a fines del siglo XIX. Narra el camino hacia la domesticación de un perro lobo salvaje. Colmillo Blanco es una novela complementaria (así como un reflejo temático) de La llamada de lo salvaje, la obra más conocida de London, que trata sobre un perro doméstico secuestrado que debe hacer uso de sus salvajes instintos ancestrales para sobrevivir y prosperar en los bosques de Alaska.
La mayor parte de la novela está escrita desde el punto de vista del personaje canino, lo que le permite a London explorar la forma en que los animales ven su mundo y a los seres humanos. Colmillo Blanco examina el violento mundo de los animales salvajes y el igualmente violento mundo de los humanos. La novela además explora temas complejos, como la moral y la redención. Ha sido adaptada al cine varias veces.

## Resumen.
La historia empieza antes del nacimiento de Colmillo Blanco, con dos hombres y su equipo de perros de trineo que están viajando para entregar un ataúd en un remoto poblado llamado Fort McGurry, situado en la zona alta del Territorio del Yukón, Canadá. Los hombres, Bill y Henry, son acosados por una gran manada de lobos hambrientos durante varios días. Finalmente, después de que todos los perros hayan sido devorados por los lobos y Bill en un ataque de locura persiga a la loba que guiaba a los lobos al momento del ataque, cuatro trineos encuentran a Henry tratando de escapar de los lobos; la manada se dispersa al oír el gran grupo de personas que llega. Luego, la historia se centra en la manada, a la cual le han arrebatado su última presa. Cuando la manada logra cazar y abatir un alce, se acaba la hambruna; la manada se dividirá y ahora la historia se centrará en una loba y su compañero, Tuerto. La loba pare una camada de cinco cachorros cerca del Río Mackenzie, de los cuales cuatro mueren de hambre y solo uno sobrevive. A Tuerto lo mata un lince hembra mientras trataba de saquear su cubil para llevarle comida a la loba y su cachorro; la loba encontrará sus restos cerca del cubil del lince. El cachorro sobreviviente y la loba quedan a su suerte. Al poco tiempo la loba logra matar a todos los cachorros del lince hembra, provocando que esta los siga y estalle una lucha sin cuartel. La loba finalmente logra matar al lince hembra, pero queda severamente herida y los restos del lince serán devorados durante una semana. Este después huye haciendo la vida de colmillo imposible.
El cachorro se encuentra un día con cinco indígenas y la loba va a su rescate. Uno de ellos, Nutria Gris (Castor Gris, en el texto original), reconoce a la loba como Kiche, la perra lobo de su hermano, que escapó durante una hambruna, a la que ata a un poste. El hermano de Nutria Gris está muerto, así que se lleva a Kiche y su cachorro, bautizando a este último como Colmillo Blanco. Colmillo Blanco llevará una dura vida en el campamento indígena; la manada de cachorros lo ve como un lobo y lo ataca de inmediato. Es salvado por los indígenas, pero los cachorros nunca lo aceptarán y el líder Bocas (Lip-Lip en el texto original) lo acosará continuamente. Colmillo Blanco crece y se convierte en un salvaje, taciturno, solitario y mortal luchador, "el enemigo de su sangre".

"Para enfrentarse al constante peligro de ser herido e incluso destruido, sus facultades depredadoras y defensivas se desarrollaron. Se volvió más ágil que los otros perros, rápido de patas, astuto, mortal, más liviano, más delgado, con músculos y nervios de hierro, más resistente, más cruel, más feroz y más inteligente. Tuvo que ser todo eso, de lo contrario no hubiese resistido ni sobrevivido al hostil ambiente en donde se halló."

Cuando Colmillo Blanco tiene cinco años, es llevado a Fort Yukon para que Nutria Gris pueda comerciar con los buscadores de oro. Allí es comprado -con varias botellas de whiskey- por un organizador de peleas de perros, Smith el Hermoso, que vuelve alcohólico a Nutria Gris. En un momento de inestabilidad, Nutria Gris vende al lobo por varias botellas a El Hermoso Smith y lo hace competir con otros perros mientras el dinero del público corre en las apuestas. Colmillo Blanco derrota a todos sus oponentes, incluso a varios lobos y un lince, hasta que traen a un bulldog, llamado Cherokee, para que pelee con él. El bulldog logra aferrarse con sus colmillos de la piel y pelaje del cuello de Colmillo Blanco, por lo que empieza a asfixiarlo lento pero seguro. Colmillo Blanco casi muere asfixiado, pero es rescatado cuando Weedon Scott, un acaudalado joven buscador de oro, aparece de repente y detiene la pelea, consiguiendo comprárselo a Smith por ciento cincuenta dólares, en vez de su precio real, quinientos dólares, dado el estado casi estrangulado del lobo.
Weedon trata de domar a Colmillo Blanco, lográndolo tras un largo y paciente esfuerzo. Cuando Weedon Scott trata de regresar solo a California, Colmillo Blanco lo persigue y decide llevárselo consigo a su casa. En Sierra Vista, Colmillo Blanco debe adaptarse a las leyes de la mansión. Al final del libro Jim Hall, un asesino, trata de matar al Juez Scott, el padre de Weedon, por haberlo sentenciado a prisión sin saber que fue falsamente acusado. Colmillo Blanco mata a Hall y recibe varios disparos, convocándolo costillas rotas y un pulmón perforado. Casi muere en el ataque, pero sobrevive por su instinto de supervivencia innata. Por su acción, las mujeres de la mansión Scott lo llaman "el lobo bendito" o "Bendito Lobo", y la historia termina con Colmillo Blanco relajándose bajo el sol junto a los cachorros que tuvo con Collie, la perra pastora.

## Personajes

### Principales
Colmillo Blanco: De los lobos que Kiche dio a luz era el más travieso de los hermanos, el único lobo que sobrevivió y llegó a salir al exterior. La primera vez que sintió dolor fue cuando Kiche le pegó por salir al exterior. Después salió más a menudo y sintió cada vez sensaciones nuevas, como el caer, el cazar, esto le resultó al principio muy fácil, pero al vérselas con la comadreja, cambió todo. El nombre de Colmillo Blanco se lo puso Castor Gris, porque tenía los dientes muy blancos. Cuando vio a los perros pensó que eran de su raza y como era un lobo, lo atacaron. Los cambios que ha sufrido fueron muchos. Comenzando por el cambio de la libertad a la vida con el hombre. Si Bocas no se hubiera interpuesto en la vida de Colmillo Blanco, este, de pequeño habría jugado con los otros perros y se habría adaptado a una vida normal. Pero la intervención de Lip Lip produjo un cambió en su vida, gracias a Lip Lip consiguió desarrollar el sentido de la astucia que le fue muy valioso en su vida futura y también a enemistarse para siempre con todos los de su raza. Colmillo Blanco era ingenioso y malo. Desarrolló una maldad, una rabia hacia los humanos, una agresividad, que solo podía verse reflejada en los perros, porque trataba a los humanos como dioses, que lo dominaban todo. Ésta maldad y agresividad se vio más reflejada con Smith el hermoso. En esta etapa, Colmillo Blanco se volvió más agresivo que cualquier cosa. Era una máquina de matar, por sus instintos de lobo y por la rapidez y destreza de sus actos, por Lip Lip, por la crueldad de Smith que influyó de gran forma. Solo servía para matar, hasta que lo encontró Scott, y que cambió su vida. Por primera vez encontró amor, aprendió a reírse, a abrazar, cuando su amo se ponía enfermo. Así llegó a la cabaña, donde conoció a Collie, con la cual tuvo hijos.

### Secundarios
Kiche: Era la madre de Colmillo Blanco. Antes había sido un perro doméstico, hasta que se asilvestró y se fue a vivir con los lobos. Tenía un pelaje rojizo.
Weedon Scott: Era un ingeniero de minas. Fue él quien paró la pelea de Colmillo Blanco con un bulldog, para que Colmillo Blanco no muriese. Era un hombre alto, joven y siempre afeitado, por lo cual se le veía la piel bastante rojiza. Cuando llegó a la pelea, pegó dos puñetazos a Smith el Hermoso y le compró a Colmillo Blanco. Scott tenía dos hijos y una mujer, pero lo más importante es que quería a Colmillo Blanco. Al principio lo quería matar porque era un lobo indomesticable, pero Matt consiguió hacerle entrar en razón, luego fue él quien no quiso matarlo.
Se ganó la confianza de Colmillo Blanco, dándole carne en vez de una paliza, porque le había mordido. Al final consiguió domesticarle. Tenía una granja en California. Él no se quería llevar a su lobo allí porque le matarían, pero al saltar al barco decidió que sí. Jugaba con Colmillo Blanco y este le quería mucho. Enseñó a Colmillo Blanco lo que era el amor.
Hermoso Smith: Era eminentemente horrible, desmirriado de cuerpo, tenía una cabeza diminuta que terminaba en punta como una pera. Antes de llamarle por el apodo del bello Smith le llamaban Pera. Sus ojos eran tan grandes que en medio cabía otro par, la naturaleza le había dado una mandíbula inferior de grandes dimensiones. Era uno de los hombres más llorones y cobardes de toda la región, sus dientes eran largos y amarillentos. Su pelo era escaso y de crecimiento. En una palabra el bello Smith era una monstruosidad.
Colmillo Blanco le odiaba, este siempre le pegaba y le trataba muy mal, le había enseñado a luchar y matar en las peleas ilegales que hacía. Smith el Hermoso ganó una gran suma de dinero gracias a las peleas. Era un ser cruel y despiadado en el que había sentimientos malvados como la codicia. Incluso una vez intentó robar a Colmillo Blanco.
Bill: Era un humano cuya misión era transportar un ataúd en un trineo tirado por seis perros (de los cuales ninguno sobrevivió). Murió devorado por la manada de lobos al creer tener una oportunidad de cazar a Kiche
Henry: Es el acompañante de Bill. Estuvo a punto de ser devorado por la manada de lobos, pero huyó al ver acercarse a un gran grupo de personas.
Gordito: Perro de Henry y Bill, fue el primero en escapar del campamento para acercarse a la manada de lobos seducido por Kiche, y más tarde devorado.
Rana: Era el perro más fuerte de Bill y Henry; fue el segundo que devoró la manada, también atraído por Kiche.
Zancudo (o "veloz"): Tercer perro de Bill y de Henry que fue matado por Kiche gracias a que Oreja Cortada ("Una Oreja") mordió sus ataduras en la noche.
 Oreja cortada (o "una Oreja"): Huyó de sus amos en pleno día, atraído por Kiche. Murió devorado.
Jefe Joven: Era uno de los líderes jóvenes de la manada que competía con otros por conseguir a Kiche. Junto con Tuerto, mató al lobato que cortejaba a Kiche, para más tarde ser él mismo muerto por el mismo lobo.
Tuerto: Era el líder viejo de la manada, mató primero al lobato que cortejaba a Kiche y luego al Jefe Joven; es el padre de Colmillo Blanco y fue asesinado por una lince. 
Lobezno (o Lobato): Era un cachorro que intentó seducir a Kiche, pero fue asesinado por Tuerto y Jefe Joven.
Castor Gris (o nutria gris): Es un indio que se adueñó de Kiche y de Colmillo Blanco por ser hermano de Tres Águilas, el anterior dueño de Kiche, que está muerto.
Tres Águilas: Hermano de Nutria Gris. Fue el último dueño de Kiche y murió durante una hambruna.
Lord Alfred: El cadáver que tenían que llevar en ataúd al fuerte.
Lince: Era un lince hembra que mató al Tuerto y peleó con Kiche, muriendo en la pelea.
Kloo-kooch: Mujer de Castor Gris.
Mit-sah: Hijo de Castor Gris.
Baseek: Perro viejo al que Colmillo Blanco ganó en una pelea.
Lip-lip (o "bocas"): Perro doméstico mayor y más grande que los otros cachorros de la tribu, por lo que decide hacerle la vida imposible a Colmillo Blanco persiguiéndolo. El resto de cachorros lo imitan; es culpa suya que Colmillo Blanco sea tan agresivo.
Cherokee: Perro de raza bulldog, único que pudo vencer a Colmillo Blanco y casi matarlo.
Tim Keenan: Jugador profesional, dueño de Cherokee.
Matt: Amigo y trabajador de Weedon, que se encargaba de Colmillo Blanco.
Alicia: Esposa de Weedon Scott.
Juez Scott: Padre de Weedon Scott.
Beth y María: Hermanas de Weedon Scott.
Mayor: Perro de trineo de Scott.
Collie: Perra pastora alemán perteneciente al juez Scott que instintivamente ataca a Colmillo Blanco cada vez que lo ve, excepto en su época de celo, cuando le permite acercarse, por lo que juntos tienen una camada de cachorros.
Dick: Galgo perteneciente al juez Scott, su instinto lo hizo atacar a Colmillo Blanco la primera vez que lo vio y este lo hubiera asesinado si Collie no lo hubiera defendido. Después quiso ser su amigo pero como Colmillo Blanco lo ignoraba, Dick se hizo tan indiferente a su presencia como a la de un poste.
Jim Hall: Es un asesino que casi mata a Colmillo Blanco, quería matar al Juez Scott por haberlo condenado a una sentencia injusta.

## Temas principales
Los críticos han identificado varios temas subyacentes en la novela. Tom Feller describe la historia como "una alegoría del progreso de la humanidad desde la naturaleza hacia la civilización". Él también expresa que "la implicación [en la historia] es que la metamorfosis tanto del individuo como de la sociedad necesitará de violencia en algún momento". Paul Deane afirma que "[en la novela,] la sociedad exige una conformidad que submina el individualismo". Jack London fue influenciado por las palabras de Herbert Spencer: "supervivencia del más apto", al igual que por el concepto de "superhombre" de Friedrich Nietzsche ("superperro", en este caso) y el de "culto del poder".

## Recepción
Al momento de publicarse, Colmillo Blanco tuvo un éxito inmediato a nivel mundial. La novela se volvió popular, especialmente entre los lectores jóvenes Robert Greenwood describió a Colmillo Blanco como "una de las más interesantes y ambiciosas obras de London". Virginia Crane afirma que "la novela es generalmente considerada inferior a su obra complementaria [La llamada de lo salvaje], pero [que] ayudó a London a establecerse como una popular figura de la literatura estadounidense".
Al poco tiempo de la publicación del libro, Jack London fue blanco de lo que más tarde se llamaría la Controversia de los falsificadores de la naturaleza, un debate literario que evidenció el conflicto entre la ciencia y los sentimientos en las obras populares sobre el mundo natural. El presidente Theodore Roosevelt, que se declaró en contra de los "naturalistas improvisados" en 1907, específicamente mencionó a London como uno de los llamados "falsificadores de la naturaleza". Citando un ejemplo de Colmillo Blanco, Roosevelt se refirió a la pelea entre el bulldog y el lobo como "el absurdo más sublime". London solamente respondió a las críticas después del fin de la controversia. En un artículo de 1908 titulado "Los Otros Animales" él escribió:

Fui culpable de escribir dos animales - dos libros sobre perros. El escribir estas dos historias, por mi parte, en realidad fue una protesta contra la "humanización" de los animales, de la cual me parece que varios "escritores de animales" fueron sumamente culpables. Una y otra vez, en varias ocasiones, escribí en mis relatos, hablando de mis perros-héroes: "Él no pensó esas cosas; él solo las hizo", etc. E hice esto repetidamente, al punto de atascar mi narrativa y violando mis cánones artísticos; lo hice para martillar en el entendimiento humano promedio que mis perros-héroes no estaban guiados por razonamiento abstracto, sino por instinto, sensación y emoción, así como razonamiento simple. Además, me aboqué a hacer mis historias acordes con los hechos de la evolución; las enlacé a los hechos descubiertos por la investigación científica y me despierto un día, totalmente ligado al bando de los falsificadores de la naturaleza.

## Trasfondo
La novela es parcialmente una alegoría autobiográfica basada en la transformación de London de un adolescente aventurero a un escritor casado de clase media. Cuando la escribió, Jack London estaba influenciado por las ideas de Herbert Spencer, Karl Marx y Friedrich Nietzsche. Las condiciones sociales en los Estados Unidos también tuvieron influencia en la historia.

## Adaptaciones
La novela ha sido adaptada en numerosas películas y secuelas, especiales animados, así como en formato de audiolibro. Una serie de televisión, White Fang, fue filmada en Arrowtown, Nueva Zelanda, en 1993.

### Películas
- White Fang (1973)
- Challenge to White Fang (1974)
- White Fang to the Rescue (1974)
- Zanna Bianca e il grande Kid (1977)[9]
- White Fang (1946)
- The Story of White Fang (1982)
película animada japonesa producida por Studio DEEN.
- Colmillo blanco (1991)[10]
- White Fang 2: Myth of the White Wolf (1994)[11]
- White Fang (2018)[12]

### Series de televisión
- La leyenda de Colmillo Blanco (1992)
- White Fang (1993)

## Historial de ediciones
Desde la publicación de la novela, esta ha sido traducida a más de 89 idiomas distintos y apareció en una edición braille de tres volúmenes.